# Anomala malukana
Anomala malukana är en skalbaggsart som beskrevs av Carsten Zorn 2006. Anomala malukana ingår i släktet Anomala och familjen Rutelidae. Inga underarter finns listade i Catalogue of Life.